# Salvatore Niffoi
Salvatore Niffoi (né en 1950 à Orani, dans la province de Nuoro, en Sardaigne), est un écrivain italien contemporain.

## Biographie
Salvatore Niffoi est né et vit à Orani petit  village de la province de Nuoro, en Sardaigne. Il s'est formé à l'Université de Rome "La Sapienza". Il a enseigné à l'école secondaire jusqu'en 2006.
Salvatore Niffoi fait partie de la dite Nouvelle Vague littéraire sarde, à savoir de la narration sarde la plus récente, dont les noms les plus connus, avec le trio initial formé par Salvatore Mannuzzu, Giulio Angioni et Sergio Atzeni, sont ensuite Marcello Fois, Milena Agus, Michela Murgia et beaucoup d'autres,

## Œuvres
Salvatore Niffoi a  écrit son premier roman Collodoro en 1996, publié par une petite maison d'édition sarde, Solinas. Ensuite il a été publié par la maison d'édition il Maestrale et Adelphi:
- Il Viaggio degli inganni  (1999),
- Il Postino di Piracherfa (2000), qui en 2004 a été traduit en français.
- Le Facteur de Pirakerfa, trad. de Claude Schmitt, Zulma, 2004
- Cristolu (2001),
- La Sesta ora (2003),
- La Leggenda di Redenta Tiria (2005)

La Légende de Redenta Tiria, trad. de Dominique Vittoz, Flammarion, 2008
- La Vedova scalza (2006) lui a valu le Premio Campiello la même année.

La Veuve aux pieds nus, trad. de Dominique Vittoz, Flammarion, 2012

## Style
Niffoi écrit en italien, mais il utilise fréquemment des mots et des expressions  sardes ; cela, certainement, pour rendre plus réelle la vie des  gens de la région qu'il décrit avec beaucoup de détails. Pour lui on parle souvent de réalisme magique à la sarde.
Dans ses romans il y a beaucoup de personnages, mais le principal c'est la Sardaigne avec ses misères, ses morts, ses deuils, ses histoires de vols, de viols et de vengeances jamais oubliées.